# Monica Theodorescu
Monica Theodorescu (n. 2 martie 1963, Halle (Westf.), Republica Federală Germania, Germania) este o sportivă ce a reprezentat Germania, medaliată olimpică. A participat la 3 ediții ale Jocurilor Olimpice (1988, 1992, 1996) în care a câștigat o medalie de aur.